# Gaultois
Gaultois är en ort i Kanada.   Den ligger i provinsen Newfoundland och Labrador, i den östra delen av landet, 1 500 km öster om huvudstaden Ottawa. Antalet invånare är 179.
Terrängen runt Gaultois är kuperad söderut, men norrut är den platt. Havet är nära Gaultois åt sydväst. Trakten runt Gaultois är nära nog obefolkad, med mindre än två invånare per kvadratkilometer.. Närmaste större samhälle är Harbour Breton, 15,0 km sydost om Gaultois. 
I omgivningarna runt Gaultois växer i huvudsak blandskog.